# Blair Chapman
Blair Douglas Chapman (* 13. Juni 1956 in Lloydminster, Saskatchewan) ist ein ehemaliger kanadischer Eishockeyspieler, der im Verlauf seiner aktiven Karriere zwischen 1973 und 1983 unter anderem 427 Spiele für die Pittsburgh Penguins und St. Louis Blues in der National Hockey League (NHL) auf der Position des rechten Flügelstürmers bestritten hat. Chapman wurde im WHA Amateur Draft 1976 als Gesamterster von den Edmonton Oilers aus der World Hockey Association (WHA) ausgewählt.

## Karriere
Chapman begann seine Karriere als Juniorenspieler bei den Saskatoon Blades in der Western Canada Hockey League (WCHL), wo er gemeinsam mit Bernie Federko spielte. Doch obwohl Federko im Offensivbereich deutlich stärker auffiel, war es Chapman, den die Scouts auf ihrer Wunschliste für den Draft bevorzugten. Beim NHL Amateur Draft 1976 wählten ihn die Pittsburgh Penguins aus der National Hockey League (NHL) in der ersten Runde an zweiter Stelle aus und beim WHA Amateur Draft 1976 nutzen die Edmonton Oilers aus der World Hockey Association (WHA) sogar das „First Overall“-Draftrecht, um sich die Rechte an Chapman zu sichern. Nach Pat Price, mit dem er in Saskatoon ein Jahr zusammengespielt hatte, war er bereits der zweite WHA Top-Draftpick, der von den Blades kam.
Da durch den Draft zwei Profiteams aus zwei verschiedenen Profiligen die Transferrechte an seiner Person besaßen, lag dem Kanadier im Sommer 1976 sowohl ein Angebot der Pittsburgh Penguins aus der NHL als auch ein Angebot der Edmonton Oilers aus der WHA vor. Chapman entschied sich, obwohl das Angebot aus der WHA finanziell lukrativer war, in die NHL zu den Penguins zu wechseln, wo die sportliche Perspektive größer war. Gleich in seinem Rookiejahr in der Saison 1976/77 erarbeitete er sich einen Stammplatz im Kader. Nach einer durchwachsenen dritten Spielzeit mit lediglich 18 Scorerpunkten transferierte ihn Pittsburgh kurz nach dem Start der Saison 1979/80 im Tausch für Bob Stewart zu den St. Louis Blues, wo auch sein ehemaliger Mannschaftskollege Federko spielte. In St. Louis verbesserten sich Chapmans Offensivstatistiken wieder und er hatte sein bestes Jahr mit 51 Punkten in 64 Spielen.
Aufgrund einer Rückenverletzung verpasste er große Teile der Spielzeit 1981/82. Nach einigen Spielen im Farmteam bei den Salt Lake Golden Eagles in der Central Hockey League (CHL), kehrte er noch einmal in die NHL zurück, doch sein Comeback dauerte nur 39 Spiele. Chapman beendete seine Karriere nach der Saison 1982/83. In sieben Spielzeiten in der NHL bestritt er 402 Partien und erzielte dabei 231 Punkte.

## Erfolge und Auszeichnungen
- 1976 WCHL Most Gentlemanly Player Award
- 1976 WCHL Second All-Star Team

## Karrierestatistik
(Legende zur Spielerstatistik: Sp oder GP = absolvierte Spiele; T oder G = erzielte Tore; V oder A = erzielte Assists; Pkt oder Pts = erzielte Scorerpunkte; SM oder PIM = erhaltene Strafminuten; +/− = Plus/Minus-Bilanz; PP = erzielte Überzahltore; SH = erzielte Unterzahltore; GW = erzielte Siegtore; 1 Play-downs/Relegation; Kursiv: Statistik nicht vollständig)